# Jean-Louis Mandengué
Jean-Louis Mandengue est un boxeur français né le 15 septembre 1971 à Paris.

## Carrière
Passé professionnel en 1999, sa carrière est principalement marquée par un titre de champion de France des poids mi-lourds remporté aux points le 6 novembre 2004 face à Bellati Hakkar,. Il défend victorieusement ce titre à deux reprises contre Doulyassad Joubij le 17 mai 2005 puis contre Martial Bella Oleme le 7 février 2006. Il livre son dernier combat le 26 novembre suivant en s'inclinant aux points face à Karim Bennama.